# Smołdzino (powiat Słupski)
Smołdzino (Duits: Schmolsin) is een dorp in de Poolse woiwodschap Pommeren. De plaats maakt deel uit van de gemeente Smołdzino en telt 984 inwoners.